# Michael Arnold (Mediziner)
Michael Martin Arnold (* 27. Dezember 1928 in Mainz; † 19. Mai 2022 in Tübingen) war ein deutscher Arzt und Hochschullehrer.

## Biografie
Arnold besuchte ein Gymnasium in Düsseldorf, an dem er sein Abitur ablegte, nachdem er im Zweiten Weltkrieg als Soldat 1944 in Gefangenschaft geriet und 1945 wieder frei kam. Er studierte ab 1950 Medizin in Göttingen und Freiburg als auch an der Medizinischen Akademie Düsseldorf. Während seines Studiums wurde er 1950 Mitglied der Burschenschaft Holzminda, aus welcher er jedoch Ende 1952, im Amt des Sprechers, wieder austrat. Nach seinem Examen 1955 wurde er 1956 promoviert. Nach Assistentenzeit an der I. Medizinischen Klinik Düsseldorf bei Franz Grosse-Brockhoff forschte er von 1957 bis 1961 an der Medizinischen Forschungsanstalt der Max-Planck-Gesellschaft in Göttingen bei Karl Thomas und Friedrich Timm auf den Gebieten der Histochemie und Elektronenmikroskopie. 1961 wechselte er an das Institut für Anatomie der Justus-Liebig-Universität Gießen und 1962 an das Anatomische Institut der Eberhard Karls Universität Tübingen, wo er sich 1965 habilitierte. Fünf Jahre später wurde er zum außerplanmäßigen Professor und 1971 zum ordentlichen Professor an der Eberhard Karls Universität Tübingen ernannt. Einen Ruf auf einen Anatomie-Lehrstuhl an der Heinrich-Heine-Universität Düsseldorf lehnte er 1976 ab. Von 1984 bis 1990 war er geschäftsführender Direktor des Anatomischen Instituts der Universität Tübingen. 1990 übernahm er eine vom Stifterverband für die Deutsche Wissenschaft eingerichtete Stiftungsprofessur im Bereich Gesundheitssystemforschung an der Medizinischen Fakultät der Universität Tübingen, die bis 1995 befristet war.
Schwerpunkte seiner wissenschaftlichen Arbeit sind die Anatomie und Histologie (zusammen ungefähr 60 Veröffentlichungen), die Gesundheitssystemforschung (ungefähr 200 Veröffentlichungen) sowie die Ausbildung von Medizinern.
Er war Vorstand der Gesellschaft für Histochemie, Mitglied im Wissenschaftlichen Beirat der Bundesärztekammer und Vorsitzender des Sachverständigenrat zur Begutachtung der Entwicklung im Gesundheitswesen der Konzertierten Aktion im Gesundheitswesen. Von 1997 bis 2007 war er Vorsitzender des Gesundheitsrates Südwest. Über 20 Jahre lang war er Gutachter des Deutschen Akademischen Austauschdienstes.

## Ehrungen
- 1992: Goldener Reflexhammer des Marburger Bundes
- 1994: Ehrenmitgliedschaft in der Gesellschaft für Histochemie
- 1995: Großes Verdienstzeichen des Landes Vorarlberg
- 1996: Ehrendoktor der Humboldt-Universität zu Berlin
- 1997: Paracelsus-Medaille der Deutschen Ärzteschaft
- 2009: Verdienstkreuz am Bande der Bundesrepublik Deutschland

## Veröffentlichungen (Auswahl)
- Die Aktivität der Serumaldolase bei einigen chiru gischen Erkrankungen. Dissertation. Universität Düsseldorf, 1956, DNB 480103593.
- Funktionsentwicklung der Magenschleimhaut beim Goldhamster: Elektronenmikroskop. u. histochem. Untersuchung. Habilitation. Universität Tübingen, 1965, DNB 481325646.
- Histochemie. Einführung in Grundlagen und Prinzipien der Methoden. Springer, Berlin 1986.
- Medizin zwischen Kostendämpfung und Fortschritt. Hirzel, Stuttgart 1986, ISBN 3-7776-0424-0.
- Der Arztberuf. Eine Einführung in das Studium und die Probleme der Medizin für den Arzt von morgen. Wissenschaftliche Verlagsgesellschaft, Stuttgart 1988, ISBN 3-8047-0989-3.
- Solidarität 2000. Die medizinische Versorgung und ihre Finanzierung nach der Jahrtausendwende. 2. Auflage. Enke, Stuttgart 1995, ISBN 3-432-25872-0.
- Zum Umgang mit Knappheit in der medizinischen Versorgung. Verband der privaten Krankenversicherung, Köln 1995.
- Die medizinische Versorgung zwischen Utopie und zunehmendem Kostendruck. Humanitas-Verlag, Dortmund 1997, ISBN 3-928366-36-X.
- Durch Verändern bewahren. Ein Konzept zur Reform des Gesundheitswesens. Stauffenburg-Verlag, Tübingen 2003, ISBN 3-86057-014-5.
- Rationierung und zukünftige Reallokationen im Gesundheitswesen. Humanitas-Verlag, Dortmund 2005, ISBN 3-928366-84-X.
- Evolution Religiosität Gott. Eine Antwort auf Richard Dawkins. Stauffenburg-Verlag, Tübingen 2010, ISBN 978-3-86057-020-3.